# Едвард Завідовський
Едвард Завідовський (пол. Edward Zawidowski) — польський автогонщик.
Народився у селі Старичі біля Шкло, був багатим землевласником. Згодом проживав у Львові. Провідний польський автогонщик міжвоєнного періоду, брав участь у перегонах ралі та гран-прі. Зайняв третє місце у польському ралі на 3146 км у 1929 році. 25 серпня того ж року переміг у гонці Стрий-Львів. З 18 очками він був третім у особистому заліку чемпіонату Польщі 1929 року. Оголосив, що візьме участь у Гран-прі Львова 1930, але врешті решт, участі у перегонах не брав. У 1931 році він позичив Яну Ріпперу Bugatti T43 на Гран-прі Львова 1931. Був заявлений на Гран-прі Львова 1933 року на Bugatti T35B, але не розпочав гонку через грип.